# Вайдаш
Вайдаш — деревня в Грязовецком районе Вологодской области.
Входит в состав Юровского муниципального образования, с точки зрения административно-территориального деления — в Минькинский сельсовет.
Расстояние до районного центра Грязовца по автодороге — 40 км, до центра муниципального образования Юрово по прямой — 10 км. Ближайшие населённые пункты — Пищалино, Феклица, Бурково, Басино.
По данным переписи в 2002 году постоянного населения не было.